# 권욱현
권욱현(權旭鉉, 1943년~)은 대한민국의 대학 교수 및 공학자 겸 교육인이다. 경북 포항 생이다. 현재 서울대학교 명예교수 등을 지내고 있다.

## 학력
- 1959 ~ 1962 경기고등학교
- 1966  서울대학교 공과대학 공학사(전기공학)
- 1972  서울대학교 대학원 공학석사(전기공학)
- 1976  미국 브라운 대학교 공학박사(제어공학)

## 주요경력
- 1977 ~ 2008  서울대학교 공과대학 전기정보공학부 교수
- 1981.01 ~ 1981.12 미국 스탠퍼드 대학교 객원조교수
- 1991 ~ 2008  과학재단-서울대 제어계측신기술연구센터 초대 소장
- 1992.12. 6 ~ 1996.11. 4 서울대학교 자동화시스템공동연구소 제2대 소장
- 1996 ~ 1998 서울대학교 전기공학부 학부장
- 1998 ~ 1999 제어로봇시스템학회 5대 회장
- 1999 ~ 미국 전기 전자 기술자 협회 IEEE 펠로우
- 2001 세계과학학술원(TWAS) 펠로우
- 2001 ~ 2009 대한민국 산업자원부 전력정책심의위원회 위원장
- 2002 ~ 2006 한국공학 한림원 부회장
- 2005 ~ 2008 국제자동제어연맹(IFAC) 회장
- 2007 ~ 2015 포항공과대학교 이사
- 2008 ~ 서울대학교 명예교수
- 2010 ~ 2014 대구경북과학기술원 석좌교수
- 2015 ~ 기초과학연구원 과학자문위원회 위원
- 2019 ~ 2022 제어로봇시스템학회 자문위원장
- 2022   미국공학한림원 국제회원 선임

## 생애 및 업적
1962년 경기고등학교를 우등생으로 졸업한 후,같은 해 3월 서울대학교 전기공학과에 입학했다. 1966년 대학 학부를 차석의 성적으로 졸업했으며, 대학원에 입학, 유급조교로 발령받아 생활하다가 미국 브라운대학으로 유학을 떠나 학위를 받는다. 1977년 서울대학교 조교수로 임용되며, 서울대학교에서의 연구와 후학 양성이 시작된다.

### 연구를 벤처 창업으로 연결
연구실험실의 학문적 역량을 높이기위해, 연구주제별로 팀장-팀원 체제를 도입하여 자율성과 팀웍을 강조했으며, 제어계측신기술연구센터를 세워 조직적이고 협동적인 연구를 장기간 안정적으로 가능하게 했다. 또한, 실험실 연구를 창업으로 연결시켰다. 스탠포드대학에 방문교수로 갔을 때 목격한 실리콘밸리로부터 깊은 인상을 받고, 대학원생들에게 “교수(연구자) 아니면 창업(기업가)하라”며 실험실 벤처 창업을 강조했다. 이로써 실험실 연구-창업의 선순환구조가 갖추어져 서로 간에 시너지가 생겨났다. 배출한 박사 55명 포함 석박사 130명 가운데 무려 34명이 벤처기업 창업에 참여했다. 이들이 세운 벤처기업은 12개이고 2017년 연간 매출액은 무려 2조원을 넘어섰다

### 자동제어[2]분야에서 두각을 나타냄
“이동구간제어(Receding Horizon Control)” 이론을 세계 최초로 제안하며 실제로 적용 가능하게 일반화시켰다. 이것은 이후 모델예측제어(Model Predictive Control)라는 이름으로도 활용되며 기계장치, 전기전자, 화공플랜트, 항공 등의 자동화에 널리 쓰이고 있다. 연구성과를 집대성하여 제자와 함께 영문저서 Receding Horizon Control (Springer, 2005)을 출간했다.
또한, 다루기 어려운 시간 지연이 있는 시스템(Time-Delay System)에서 시간 지연이 없는 시스템(Delay-free System)으로 변화시키는 “지연제거제어”와 이동구간제어를 세계 최초로 제안하고 집대성하여 제자와 함께 영문저서 Stabilizing and Optimizing Control for Time-Delay System: Including Model Predictive Controls (Springer, 2018)를 출간했다. 20권의 학술저서와 SCI급 영문저널 논문 148편을 발표했고 Google Scholar 인용도 1만3천회를 기록했으며, 이중에는 1천6백회가 넘는 연구논문도 포함되어 있다.

### 과학기술 계산 소프트웨어 패키지 을 개발하고 사업화를 지원
셈하다의 셈과 도구의 툴을 결합한 “셈도구”의 뜻을 지닌 이 셈툴은 선진국의 소프트웨어 대항마로 추진된 방대한 규모의 국산 과학기술 계산 패키지이다. 1990년 그 개발에 착수하여 1992년 첫 시제품을, 이후 개선이 이루어져 2000년부터는 상업용 제품을 출시하기에 이르렀다. 퇴임 후,  2009년 제자 김광진 사장이 셈웨어를 설립해 뒤를 이어가고 있다. 15년에 걸친 셈툴 개발 노력은 14권의 책(저술 9권, 편저 4권, 번역 1권) 발간으로 이어졌고 대학의 교육연구 인프라 지원에 크게 기여하고 있다.
대한민국학술원상, 대한민국최고과학기술인상과 함께 매일경제신문 신지식인상 대상을 수상했다. 부상으로 받은 모든 상금과 제자들과 같이 모은 12억원을 기부하기도 했다.

## 상훈
- 1997 대한민국학술원상
- 2000 제1회 매일경제신문 신지식인상 대상
- 2007 대한민국최고과학기술인상
- 2018 과학기술유공자 선정[3]

## 저서
Receding Horizon Control. Model Predictive Control for State Models (Springer Verlag  2005.09.30) / 권욱현, 한수희 

## 참고 자료
대한민국 과학기술유공자 홈페이지 
대한민국 IT벤처업계의 큰 스승 권욱현 박사 

## 같이 보기
- 지능형 로봇
- 로봇산업
- 로봇인
- 로봇공학자